# لويز بورتال
لويز بورتال (بالإنجليزية: Louise Portal)‏ (و. 1950 – م) هي ممثلة، وشاعرة، وكاتبة، ومغنية، وكاتبة للأطفال من كندا . ولدت في ساغينيه .

## جوائز
حصلت على جوائز منها:
- Knights of the Order of La Pléiade (2003).

## روابط خارجية
- لويز بورتال على موقع IMDb (الإنجليزية)
- لويز بورتال على موقع ألو سيني (الفرنسية)
- لويز بورتال على موقع ميوزك برينز (الإنجليزية)
- لويز بورتال على موقع أول موفي (الإنجليزية)
- لويز بورتال على موقع قاعدة بيانات الأفلام السويدية (السويدية)
- لويز بورتال على موقع ديسكوغز (الإنجليزية)
- لويز بورتال على موقع قاعدة بيانات الفيلم (الإنجليزية)
- لويز بورتال على موقع كينوبويسك (الروسية)